# جيف هوارد
جيف هوارد (بالإنجليزية: Geoff Howard)‏ هو سياسي أسترالي، ولد في 8 نوفمبر 1955 في غيلونغ في أستراليا. نشط حزبياً في حزب العمل الأسترالي (فرع فكتوريا) ‏. وقد انتخب عضو الجمعية التشريعية فيكتوريا عن دائرة Electoral district of Buninyong ‏ (29 نوفمبر 2014 – 24 نوفمبر 2018) وانتخب عضو الجمعية التشريعية فيكتوريا عن دائرة Electoral district of Ballarat East ‏ (18 سبتمبر 1999 – 29 نوفمبر 2014).